# Toreby
Toreby – miasto w Danii, w regionie Zelandia, w gminie Guldborgsund.